# Ребиндер, Александр Максимович
Александр Максимович Ребиндер (07.07.1838—1909) — генерал от кавалерии, командир 13-го армейского корпуса, герой русско-турецкой войны 1877—1878 годов.

## Биография
Родился 7 июля 1838 года, сын генерал-майора Максима Александровича Ребиндера, происходил из дворян Курской губернии, православный.
Образование получил в частном учебном заведении. В военную службу вступил 5 ноября 1855 года вольноопределяющимся в драгунский принца Эмилия Гессенского полк, которым командовал его отец. 28 декабря 1858 года произведён в прапорщики.
2 июля 1859 года произведён в поручики с переводом в лейб-гвардии Кирасирский Его Величества полк и переименованием в прапорщики гвардии.
17 апреля 1863 года Ребиндер был произведён в поручики и в том же году принимал участие в подавлении восстания в Польше, за отличие был награждён орденом св. Станислава 3-й степени с мечами и бантом.
Далее Ребиндер получил чины штабс-капитана (17 апреля 1866 года), капитана (30 августа 1866 года) и полковника (30 августа 1869 года).
30 августа 1874 года Ребиндер был назначен командиром 4-го драгунского Екатеринославского полка, в главе которого в 1877—1878 годах принимал участие в кампании против турок на Дунае.
13 ноября 1877 года Ребиндер по приказанию генерала Дандевиля пустился с 1-м дивизионом своего полка и двумя конными орудиями преследовать турок, отступавших к Араб-Конаку. He доходя деревни Равно, он получил из своего авангарда донесение, что поблизости двигается неприятельский транспорт с небольшим прикрытием. Ребиндер приказал командиру 1-го эскадрона майору Вербе поспешить вперёд и постараться овладеть транспортом. 1-й эскадрон уже настигал хвост обоза, когда противник откыл артиллерийский и ружейный огонь. Майор Верба атаковал прикрытие, которое, не выждав удара, бросилось бежать в горы. Драгуны захватили в плен троих пехотинцев и взяли около сорока повозок, нагруженных продовольствием.
Между тем, остальная часть отряда прибыла на Этропольский Балкан. Здесь узкий проход оказался так забит сломанными повозками с грузом ружейных патронов, что полковнику Ребиндеру пришлось отправить назад оба свои орудия, за невозможностью продвинуть их далее.
В это время передовые разъезды донесли, что около трёх таборов низама прикрывают обоз, который с большим усилием поднимается в гору. Тогда Ребиндер спешил 1-й эскадрон, прикрыв его фланги наездниками 2-го эскадрона, и поспешил вдогонку за транспортом. Вскоре драгуны завязали перестрелку. Лесистая и пересечённая местность помогала небольшому русскому отряду скрывать от наблюдений турок его слабосильность, а чтобы ещё более ввести в заблуждение противника, Ребиндер разослал в разные места по лесу своих трубачей и приказал им трубить «наступление». Под эти звуки стрелковая цепь 1-го эскадрона бросилась в штыковую атаку, причём «ура» кричали не только атакующие, но и оставленные в тылу коноводы. Драгуны сразу овладели одним орудием и частью транспорта, а обманутые турки, под влиянием паники, побросали ружья и пустились бежать.
He теряя времени и желая захватить остальные эшелоны транспорта, Ребиндер посадил свою часть на коней и рысью бросился в преследование. В виду неприятеля драгуны опять спешились и атаковали в штыки, и опять захватили несколько повозок.
Подобный способ преследования и последующей атаки противника Ребиндер применял ещё несколько раз в течение дня и таким образом транспорт, растянутый на протяжении всей горы, последовательно, часть за частью, был захвачен.
Турки довольно упорно защищали два свои орудия, а около некоторых повозок строили даже сомкнутый фронт для встречи залпами приближающуюся кавалерию, но каждый раз драгуны отказывались от атаки в конном строю и, спешиваясь, ударяли в штыки. Противник не выдерживал натиска и уступал часть транспорта.
После взятия третьего турецкого орудия, шедшего в головной части обоза, Ребиндер из-за наступившей тьмы, приказал прекратить дальнейшее преследование.
Выдвинув вперёд сторожевую цепь Ребиндер расположил дивизион на горной площадке для ночлега. Весь обоз, отбитый драгунами, состоял из трёх стальных полевых крупповских орудий, двух фур с артиллерийскими снарядами, фуры с ружейными патронами и приблизительно из трёх сотен болгарских подвод, нагруженных разным имуществом, телеграфными принадлежностями, палатками, шанцевым инструментом, a более всего патронами в герметичных жестяных ящиках. Кроме того подобрано до двухсот ружей, разбросанных турками по лесу. Многое из отбитого имущества и оружия было растащено болгарами-подводчиками, которые ночью выпрягли своих буйволов, забрали с возов что более пришлось по вкусу и тайком ушли с бивуака, поскольку Ребиндер, по причине сильной усталости войск, не выставил тылового сторожевого охранения.
Утром подошли роты Преображенского полка и взяли на себя охранение отбитого обоза, который был отправлен ими в Этрополь.
За это дело Ребиндер был награждён золотой саблей с надписью «За храбрость». Также за боевые отличия во время русско-турецкой войны он был произведён в генерал-майоры (3 октября 1879 года, со старшинством от 19 декабря 1877 года) и награждён орденами св. Владимира 4-й степени и 3-й степени с мечами и бантом.
29 мая 1880 года Ребиндер был назначен командиром 2-й бригады 4-й кавалерийской дивизии, 14 июля 1883 года он получил в командование лейб-гвардии Кирасирский Его Величества полк, а 10 августа 1886 года возглавил 2-ю бригаду 1-й гвардейской кавалерийской дивизии.
С 23 ноября 1887 года Ребиндер был начальником 10-й кавалерийской дивизией, 30 августа 1888 года произведён в генерал-лейтенанты, с 27 марта 1897 года командовал 13-м армейским корпусом и 6 декабря 1899 года получил чин генерала от кавалерии. 21 июня 1905 года назначен членом Александровского комитета о раненых. 3 января 1906 года уволен в отставку с мундиром и пенсией.
Скончался 4 марта 1909 года в Курске.

## Награды
российские:
- Орден Святого Станислава 3-й степени с мечами и бантом (1863 год)
- Орден Святого Станислава 2-й степени (1869 год, императорская корона к этому ордену пожалована в 1871 году)
- Орден Святой Анны 2-й степени (1873 год)
- Орден Святого Владимира 4-й степени (1877 год)
- Золотая сабля с надписью «За храбрость» (11 апреля 1878 года)
- Орден Святого Владимира 3-й степени с мечами (1878 год)
- Орден Святого Станислава 1-й степени (1884 год)
- Орден Святой Анны 1-й степени (1887 год)
- Орден Святого Владимира 2-й степени (1891 год)
- Орден Белого орла (1 апреля 1895 года)
- Орден Святого Александра Невского (6 декабря 1902 года)

иностранные:
- Прусский Орден Красного Орла 2 ст. (1878)
- Мечи к прусскому Ордену Красного Орла 2 ст. (1880)
- Прусский Орден Короны 1 ст. (1888)